# Агент тајне силе
Агент тајне силе је шести студијски албум рок групе Забрањено пушење објављен у јуну 1999. године у издањима Дансинг Бера, ТЛН-Еуропа, РЕНОМЕ-а, Нимфа саунда и Актив тајма.

## Списак песама
Референца: Discogs
| №               | Назив                | Аутор(и)               | Аранжман        | Трајање |  |
| 1.              | Писмо                | Давор Сучић            | Сучић           | 3:15    |  |
| 2.              | Са Чичком на Стонсе  | Сучић Мирко Срдић      | Сучић           | 3:23    |  |
| 3.              | Агент тајне силе     | Сучић                  | Сучић           | 3:26    |  |
| 4.              | Трагови суза         | Сучић Срдић Дино Шаран | Сучић           | 3:57    |  |
| 5.              | Вјештица             | Сучић Срдић            | Сучић           | 3:07    |  |
| 6.              | Извини јаро, гузим   | Сучић                  | Сучић           | 2:15    |  |
| 7.              | Пензионери           | Сучић Срдић            | Сучић           | 2:15    |  |
| 8.              | Мали Цвико           | Сучић                  | Сучић           | 3:00    |  |
| 9.              | Југо 45              | Сучић                  | Сучић           | 4:59    |  |
| 10.             | Др. Џемиџић          | Сучић                  | Сучић           | 3:07    |  |
| 11.             | Пос'о, кућа, биртија | Сучић Срдић            | Сучић           | 4:28    |  |
| 12.             | Пупољак              | Сучић                  | Сучић           | 5:26    |  |
| Укупно трајање: | Укупно трајање:      | Укупно трајање:        | Укупно трајање: | 42:38   |  |

## Извођачи и сарадници
Пренето са омота албума.
| Забрањено пушење - Давор Сучић – вокал, гитара, пратећи вокал - Мирко Срдић – вокал, пратећи вокал - Марин Градац – вокал, тромбон, пратећи вокал - Предраг Бобић – бас-гитара - Кристина Билуш – вокал, пратећи вокал - Бруно Урлић – виолина, виола, клавијатуре, пратећи вокал - Бранко Трајков – бубњеви, удараљке, пратећи вокал - Сеад Ково – електрична гитара, ритам гитара Гостујући музичари - Цена фон Винковци – хармоника (песма бр. 2) - Владо Морисон – вокал (песма бр. 2) | Продукција - Давор Сучић – продукција - Злаја Хаџић "Џеф" – продукција, инжењеринг звука - Дарио Витез – извршна продукција - Бранко Трајков – асистент Дизајн - Дарио Витез – дизајн - Давор Сучић – дизајн - Харис Мемија – фотографија |